# Törnnattskärra
Törnnattskärra (Caprimulgus donaldsoni) är en fågel inom familjen nattskärror.

## Utseende och läte
Törnnattskärran är en liten och vackert tecknad nattskärra med roströda toner i fjäderdräkten. Båda könen har små ljusa fläckar på vingens yttre del och i stjärthörnen. Dessa är större och vitare hos hanen, hos honan mindre och mer beigefärgad. Arten är mindre, kraftigare tecknad och mer roströd än andra nattskärror i dess utbredningsområde. Lätet är ett distinkt sorgsamt "chuu-we-cheo" som upprepas snabbt, ibland under långa perioder.

## Utbredning och systematik
Fågeln förekommer i nordvästra och södra Somalia, östra och södra Etiopien, östra Kenya och nordöstra Tanzania; möjligen även i sydöstra Sydsudan. Den behandlas som monotypisk, det vill säga att den inte delas in i några underarter.

## Status
Arten har ett stort utbredningsområde och beståndet anses vara stabilt. Internationella naturvårdsunionen IUCN listar den därför som livskraftig (LC).

## Namn
Fågelns vetenskapliga namn hedrar Arthur Donaldson Smith (1864-1939), en amerikansk jägare, naturforskare och samlare verksam i Abyssinien och Somaliland 1894-1895.